# Naranjaquat
La naranjaquat es un cruzamiento entre la naranja (Citrus x sinensis) y el kumquat. Es un miembro del grupo de las citrofortunella. Su fruta es pequeña, redonda, anaranjada, y más grande que un kumquat (quinoto).
- Datos: Q7099806